# 3653 Климишин
3653 Климишин (енгл. 3653 Klimishin) је астероид главног астероидног појаса са средњом удаљеношћу од Сунца која износи 2,236 астрономских јединица (АЈ).
Апсолутна магнитуда астероида је 13,4.